# Carlos Romero Giménez
Pour les articles homonymes, voir Carlos Romero.
Carlos Romero Giménez, né le 7 novembre 1890 à Madrid et mort le 11 septembre 1978 à Mexico, un général espagnol et dirigeant militaire des forces républicaines pendant la guerre civile espagnole.

## Biographie
Il est né à Madrid. Son père est le colonel Manuel Romero Salas, issu d'une famille andalouse de Medina-Sidonia vers Cádiz. Sa mère s'appelle María Giménez Nuñez. Il rejoint l'armée espagnole le 2 décembre 1908. Il participe à la Guerre du Rif et est décoré à plusieurs reprises.
En 1930 durant le Soulèvement de Jaca, il est arrêté à cause de sa participation au soulèvement de Madrid en faveur de la République et contre la dictature de Primo de Rivera. Il passe deux ans dans les prisons militaires et est condamné à mort. Il est libéré grâce à une amnistie accordée par le général Dámaso Berenguer et est affecté à un régiment stationné à Santa Cruz de Tenerife aux îles Canaries, il y reste jusqu'au 14 avril 1931. Dès la proclamation de la Deuxième République espagnole, il retourne à Madrid pour travailler en politique avec le nouveau gouvernement.
Il prend sa retraite de l'armée en 1931 et sert comme attaché commercial pour l'Espagne au Portugal entre 1931 et 1932. Il est le fondateur et le directeur de la revue hispanique-lusitanienne, ainsi que d'une revue de technologie militaire illustrée. Il devient secrétaire général du Comité National du Monument aux Martyrs de Jaca. Il reste vice-président de la Ligue Espagnole des Droits de l'Homme.
Au début du soulèvement qui a mené à la guerre civile espagnole, il rejoint les forces armées du gouvernement avec le grade de capitaine. Il est promu commandant le 19 juillet 1936 et prend le commandement de la 4e Brigade Mixte.
Il est l'un des commandants des colonnes qui défendent Madrid durant le siège de Madrid. En novembre 1936, il est sous les ordres du colonel Aureliano Álvarez-Coque, il commande un bataillon de Français. Il est promu par le général Miaja au lieutenant-colonel. Le gouvernement de la République a officiellement confirmé les ordres du général Miaja et lui a officiellement accordé ce grade en avril 1938.
Il dirigé de la 6e division des forces armées républicaines en mai 1937. Le 1er juillet 1937, il commande le Deuxième Corps d'Armée qui a défend les périphéries de Madrid. Il participé à la bataille de Brunete.
En juillet 1938, il est nommé commandant du XIII Corps XIII d'armée. Il combat sur plusieurs fronts contre les forces allemandes de la Légion Condor. Il a fondé et dirigé une fabrique de matériel de guerre appelée «Romero Mechanical Factories», consacrée à la production de mortiers et de munitions, de mines et de grenades à main, de bombes à conception aérodynamique, des thermos, des trépieds, des boucliers pour tranchées, des pièces de rechange pour fusils, des mitrailleuses et des canons antichars.
Après la guerre il s'exile en France, d'abord à Clermont-Ferrand, puis à Paris. Il quitte Paris le 12 juin 1940, quelques heures avant l'occupation allemande. Il reste deux ans avec la Résistance française dans le Maquis. Romero est arrêté par la Gestapo et emprisonné à Bordeaux. Il a subi de la torture et des interrogatoires. Il échappe à la mort à la suite d'une ruse arrangée par la Résistance. Le maire a demandé officiellement qu'il soit transféré de la section allemande à la section française de la prison, déclarant qu'il devait être traité par un tribunal français pour un crime civil. Une fois dans la section française de la prison, l'organisation a sauvé Romero. 
Romero, sa femme et sa fille traverse la ligne de démarcation dans la France libre de Vichy. Ils sont arrêtés et emprisonnés par la gendarmerie. Il est emmené au camp de concentration de Gurs Camp de Gurs, il est libéré par le consul du Mexique. Il se rend à Marseille et réussi à embarquer pour Oran. Il prend le train jusqu'à Casablanca,.
Il s'exile au Mexique. Ils arrivent au port de Veracruz le 22 mai 1942. Il crée une maison d'édition. 
Après la mort de Franco en 1975, il n'a jamais reçu la pension d'État comme un ancien combattant militaire espagnol qui devrait lui être accordé. Le 11 septembre 1978, il décède à l'âge de 87 ans dans l'hôpital Sanatorio Español à Mexico.